# Episodi di K.C. Agente Segreto (prima stagione)
La prima stagione di K.C. Agente Segreto è in onda negli Stati Uniti su Disney Channel dal 18 gennaio 2015, in Italia dal 24 aprile dello stesso anno.
L'episodio 22, La sera di Halloween, in Italia viene trasmesso per errore il 23 marzo 2016. 
| n° | Titolo originale                       | Titolo italiano                         | Prima TV USA     | Prima TV Italia  |
| -- | -------------------------------------- | --------------------------------------- | ---------------- | ---------------- |
| 1  | Pilot                                  | La prima missione                       | 18 gennaio 2015  | 24 aprile 2015   |
| 2  | My Sister from Another Mother... Board | Tutta la famiglia in squadra            | 25 gennaio 2015  | 1º maggio 2015   |
| 3  | Give Me a K! Give Me a C!              | Dammi una K! Dammi una C!               | 8 febbraio 2015  | 8 maggio 2015    |
| 4  | Off the Grid                           | Prigionieri                             | 15 febbraio 2015 | 15 maggio 2015   |
| 5  | Photo Bombed                           | Una foto bomba                          | 1 marzo 2015     | 22 maggio 2015   |
| 6  | How K.C. Got Her Swag Back             | Lo stile ritrovato                      | 8 marzo 2015     | 29 maggio 2015   |
| 7  | Daddy's Little Princess                | La principessina di papà                | 29 marzo 2015    | 5 giugno 2015    |
| 8  | Assignment: Get That Assignment        | Il tema di Marisa                       | 6 aprile 2015    | 12 giugno 2015   |
| 9  | Spy-Anoia Will Destroy Ya              | Spia contro spia                        | 19 aprile 2015   | 6 novembre 2015  |
| 10 | Double Crossed                         | Doppio gioco (parte 1) (parte A e B)    | 29 maggio 2015   | 19 giugno 2015   |
| 11 | Double Crossed                         | Doppio gioco (parte 2)                  | 30 maggio 2015   | 26 giugno 2015   |
| 12 | Double Crossed                         | Doppio gioco (parte 3)                  | 31 maggio 2015   | 26 giugno 2015   |
| 13 | Stakeout Takeout                       | Una vacanza in appostamento             | 7 giugno 2015    | 13 novembre 2015 |
| 14 | The Neighbordhood Watchdogs            | Cani da guardia contro ficcanaso        | 14 giugno 2015   | 20 novembre 2015 |
| 15 | First Friend                           | Un'amica speciale                       | 26 giugno 2015   | 29 gennaio 2016  |
| 16 | Operation: Other Side                  | Una missione difficile (parte 1)        | 12 luglio 2015   | 27 novembre 2015 |
| 17 | Operation: Other Side                  | Una missione difficile (parte 2)        | 19 luglio 2015   | 4 dicembre 2015  |
| 18 | K.C and the Vanishing Lady             | K.C. e la donna scomparsa               | 26 luglio 2015   | 15 gennaio 2016  |
| 19 | Debutante Baller                       | Il ballo delle debuttanti               | 9 agosto 2015    | 22 gennaio 2016  |
| 20 | KC's the Man                           | K.C. ragazzo macho                      | 16 agosto 2015   | 12 febbraio 2016 |
| 21 | Runaway Robot                          | Judy in fuga (prima parte)              | 7 settembre 2015 | 11 dicembre 2015 |
| 22 | Runaway Robot                          | Judy in fuga (seconda parte)            | 7 settembre 2015 | 11 dicembre 2015 |
| 23 | All Hallows Eve*                       | La sera di Halloween                    | 4 ottobre 2015   | 23 marzo 2016    |
| 24 | The Get Along Vault                    | Fratelli in disaccordo                  | 18 ottobre 2015  | 5 febbraio 2016  |
| 25 | Enemy of the State                     | Kira nemica dello stato                 | 8 novembre 2015  | 19 febbraio 2016 |
| 26 | Twas the Fight Before Christmas        | Il regalo di Natale di K.C.             | 6 dicembre 2015  | 18 dicembre 2015 |
| 27 | K.C. and Brett: The Final Chapter      | K.C. e Brett: capitolo finale - parte 1 | 17 gennaio 2016  | 13 maggio 2016   |
| 28 | K.C. and Brett: The Final Chapter      | K.C. e Brett: capitolo finale - parte 2 | 24 gennaio 2016  | 20 maggio 2016   |

## La prima missione
- Titolo: Pilot
- Diretto da: Jon Rosenbaum
- Scritto da: Corinne Marshall (storia), Rob Lotterstein & Corinne Marshall (copione)

### Trama
K.C Cooper è una ragazza sedicenne che vive a Washington con il fratello Ernie e i suoi genitori Craig e Kira che sono in realtà delle spie sottocopertura. Nonostante si sia sempre considerata una ragazza normale, scopre che i suoi genitori sono delle spie e che hanno bisogno del suo talento per una missione.
- Special Guest Star: Larry Udy (bidello)
- Guest star: Tony Cavalero (Wally), Ashley Fink (Reena), Ashlee Füss (Juli), Trevor Jackson (Lincoln), Jack DePew (Ryan), Chris Brewster (obiettivo)

## Tutta la famiglia in squadra
- Titolo: My Sister from Another Mother... Board
- Diretto da: Jon Rosenbaum
- Scritto da: Rob Lotterstein

### Trama
K.C vuole dimostrare ai genitori che anche Ernie ha le capacità per entrare nell'Organizzazione ma Kira e Craig non sono d'accordo e così prendono un robot di nome Judy (giovane unità digitale in incognito) che affianchi K.C nelle missioni. Tuttavia, quest'ultima, racconta a Ernie tutta la verità sul conto dello spionaggio e assegna lui una missione per dimostrare a tutti che il fratello può essere una spia. Nonostante la perfetta pianificazione della missione, i ragazzi falliscono. Per fortuna Ernie, grazie al suo talento da informatico, ritrova il ladro e lo stende, guadagnandosi così un posto da spia nell'Organizzazione. Nel frattempo Judy diventa parte della famiglia Cooper, che racconta al vicinato di averla adottata per tenere la copertura.
- Guest star: Isaiah Watson (Mateo), Morgan Bertsch (bambina), Rick Hall (agente), Terence J. Rotolo (nemico), Ed Corbin (poliziotto)

## Dammi una K! Dammi una C!
- Titolo: Give Me a K! Give Me a C!
- Diretto da: Jon Rosenbaum
- Scritto da: Rob Lotterstein

### Info
Craig vuole passare più tempo con Ernie. Nel frattempo Marissa vuole che K.C. pratichi cheerliding con lei e K.C. accetta, però solo per passare più tempo con lei, ma si ritrova in una missione in un aeroporto e lascia Marissa sola. Quest’ultima si arrabbia ma K.C. le mostra un libro di buoni di amicizia che non lasciano altra scelta a Marissa se non perdonarla.
- Guest star: McKenna Grace (Quinn), Leah Bateman (Alina Grady), Danielle Burgio (obiettivo), Danielle Andrade (Cheerleader)

## Prigionieri
- Titolo: Off the Grid
- Diretto da: Jon Rosenbaum
- Scritto da: Darin Henry

### Trama
Craig e Kira vengono rapiti e tenuti prigionieri da Regina Tesoro, una ricca criminale che vende pericolosi gadget ai nemici dell'Organizzazione e che vuole testare uno dei suoi macchinari su di loro. K.C. ed Ernie, rimasti soli in casa, dovranno raggiungere la base di Regina Tesoro prima che sia troppo tardi, aiutati da Nonna Gayle e Nonno Pops, ex-spie dell'Organizzazione.
- Guest star: Tony Cavalero (Wally), Roz Ryan (nonna Gayle), Thom Williams (teppista), Charlie Robinson (Pops), Diane Delano (Honey Delano)

## Una foto bomba
- Titolo: Photo Bombed
- Diretto da: Jon Rosenbaum
- Scritto da: Rob Lotterstein

### Trama
Marissa viene nominata finalista a un concorso fotografico con una foto di K.C ma Craig ricorda alla figlia che l'amica non può presentarsi al concorso con una sua foto perché è una spia. K.C tenta così di sabotare Marissa cancellando la foto dal suo computer ma non ci riesce e l'amica si arrabbia con lei perché non può dirgli la verità. Poco dopo K.C si traveste da chef in un ristorante cinese per catturare due nemici ma caso vuole che anche Marissa sia presente e la scopre. K.C si trova costretta a raccontarle tutto e viene obbligata dai genitori a usare lo spray della memoria per cancellarle quel ricordo. K.C. finge di spruzzarglielo, così Marissa, all'insaputa di Craig, Kira, Ernie e Judy è a conoscenza del segreto: in questo modo K.C. non dovrà più mentire alla sua migliore amica. Intanto Craig e Ernie tentano di sfruttare Judy per fare le faccende domestiche ma vengono scoperti da Kira.

## Lo stile ritrovato
- Titolo: How K.C. Got Her Swag Back
- Diretto da: Jonathan A. Rosenbaum
- Scritto da: Kevin Bonani & Jenn Lloyd

### Trama
K.C. riceve un nuovo gadget dall'Organizzazione, con cui ferisce per sbaglio Ernie. Così viene obbligata a sostituirlo durante la missione, dove dovrà dirigere sua madre dal camper computerizzato, cosa che di solito sta a Ernie. Dopo aver fallito, perde la fiducia in sé stessa e si ritrova incapace nel fare tutto quello che faceva prima, sia le azioni da spia sia le sue qualità naturali. Aiutata da Marissa, riesce a ritrovare il suo stile perduto e torna la K.C. di prima. Nel frattempo Ernie approfitta della sua condizione per farsi assistere da Kira.
- Guest star: Shainu Bala (Mikal)

## La principessina di papà
- Titolo: Daddy's Little Princess
- Diretto da: Jonathan A. Rosenbaum
- Scritto da: Teri Schaffer & Raynelle Swilling

### Trama
I Cooper devo ospitare il Principe Promomomo nella loro casa per proteggerlo da un tentato assassinio. K.C finisce per innamorarsene ma Craig le impedisce di frequentarlo perché è troppo protettivo nei confronti della figlia. Tuttavia, i due continuano a frequentarsi ma quando un uomo tenta di assassinare il principe e K.C lo combatte, il principe può tornare alla sua vita, ma promettendo che non si dimenticherà mai di lei e di quello che fa per il suo paese
- Guest star: Tom Williamson (Principe Promomomo), Erron Jay (Olu)

## Il tema di Marisa
- Titolo: Assignment: Get That Assignment!
- Diretto da: Kadeem Hardison
- Scritto da: Rob Lottersein

### Trama
Marisa consegna un tema in cui racconta tutto dell'ultima missione di K.C. Riusciranno a riprenderlo prima che sia troppo tardi? Nel frattempo Trudy, un'amica-nemica di Judy arriva in città.
- Guest star: Sherri Shepherd (Beverly), James DiGiacomo (Petey Goldfeder), Jaime Moyer (Mrs. Goldfeder), David Shatraw (Mr. Forman), Madison Horcher (Trudy), Monica Young (Mrs. Johnson)

## Spia contro spia
- Titolo: Spy-Anoia Will Destroy Ya
- Diretto da: Rich Correll
- Scritto da: Eileen Conn

### Trama
Ernie si fidanza con Jolie (Bella Thorne), una simpatica e attraente ragazza, che va a genio a tutti tranne che a K.C. Quest'ultima trova strano che una ragazza come Jolie si interessi al suo goffo e sbadato fratello e comincia a pensare che Jolie nasconda qualcosa. Craig pensa che la figlia abbia la Spia-noia, un'ansia compulsiva che colpisce molte spie, mentre Ernie si arrabbia con la sorella perché pensa che Jolie non sia veramente interessata a lui. Nonostante tutti non le credano, K.C. ha ragione: Jolie è una spia nemica che si è avvicinata a Ernie solo per neutralizzare K.C. Una volta scoperta la sua vera identità, K.C. la attira nella sua scuola con una trappola, ma l'altra si rivela un'abile combattente. Dopo un duro combattimento, sembra che Jolie abbia la meglio, però all'ultimo momento K.C. riesce a tramortirla con il suo braccialetto da spia. Infine K.C. fa pace con il fratello e Jolie viene arrestata.
- Guest star: Bella Thorne (Jolie), Kurt Scholler (Sr. Enright)

### Curiosità
Bella Thorne in questo episodio recita nel ruolo di Jolie. Precedentemente lei e Zendaya, interprete di K.C. nella serie, avevano recitato insieme da protagoniste nella serie A tutto ritmo.

## Doppio gioco (parte 1)
- Titolo: Double Crossed Part 1 (The Spy Who Like-Liked Me)
- Diretto da: Joel Zwick (parte 1), Jody Margolin Hahn (parte 2)
- Scritto da: Cat Davis & Eddie Quintana (parte 1), Eileen Conn (parte 2)

### Trama
PARTE 1A
K.C deve completare una missione al fianco di Brett Willis, una spia-junior come lei, che è stato nominato dall'Organizzazione Spia-junior dell'anno. All'inizio K.C. lo trova fastidioso ma finisce per innamorarsene. Tuttavia Brett è interessato a Marissa, non a lei. Durante la missione, K.C. e Brett si confessano i reciproci sentimenti. Così Marissa e Brett si lasciano e Brett si mette con K.C.
Nel frattempo, la famiglia Cooper viene minacciata da un vecchio amico/nemico di Craig: Zane Willis. Egli un tempo era il suo migliore amico ma anche innamorato di Kira: quando quest'ultima preferì Craig a lui decise di diventare una spia nemica. 
PARTE 1B
Craig, dopo aver rivelato a Kira di non aver ucciso Zane, decide con la moglie di prendere precauzioni per non esser trovati, rivelando l'intera storia ai figli. Nel frattempo Brett e Marissa si fidanzano. Quando però a Marissa non piace più, Brett si fidanza sul serio con K.C., innamoratasi di lui nel frattempo, che dopo aver combattuto contro spie nemiche in una sala da ballo si confessano i loro sentimenti. Brett però, dopo aver fatto ricerche e detto ai Cooper che Zane è in Africa, rivela che in realtà è suo figlio.
- Guest star: Ross Butler (Brett), Timothy Eulich (Pirata 1), Nicholas Verdi (Pirata 2), Randall Archer (Pirata 3), François Chau (Zane), Anna Ross (Molly), Myas Jackson (Insegnante)
- Questo è un episodio speciale di un'ora.

## Doppio gioco (parte 2)
- Titolo: Double Crossed Part 2 (Double Trouble)
- Diretto da: Jonathan A. Rosenbaum
- Scritto da: Rob Lotterstein

### Trama
Brett propone a K.C. di andare a un concerto notturno di Beyoncé a New York, ma in realtà è una trappola: Brett rapisce K.C. e la intrappola in una stalla. Scopre così che Brett è il figlio di Zane e che si era infiltrato nell'Organizzazione al fine di distruggere i Cooper. Nel frattempo Zane costruisce un robot con le sembianze di K.C., chiamato Bernice, che condivide tutte le abilità e i ricordi con K.C. Bernice viene mandata a casa dei Cooper, che la scambiano per K.C. La vera K.C. invece rimane intrappolata nella stalla di Zane.
- Guest star: Ross Butler (Brett), François Chau (Zane Fuller)

## Doppio gioco (parte 3)
- Titolo: Double Crossed Part 3 (Endgame)
- Diretto da: Jonathan A. Rosenbaum
- Scritto da: Rob Lotterstein

### Trama
Sono passate due settimane dall'arrivo di Bernice e Marissa è l'unica che inizia a sospettare che ci sia qualcosa che non va con la nuova K.C. Proprio mentre anche gli altri iniziano a sospettare qualcosa Marissa scopre che la vera K.C. è stata catturata e portata nella stalla di Zane dove viene rinchiusa anche lei. Mentre Brett e Bernice si dirigono all'Organizzazione per attuare il loro piano, K.C. e Marissa riescono a liberarsi e a fermare Brett. Nel frattempo Craig e Kira hanno ormai capito che qualcosa non quadra e si dirigono all'Organizzazione per affrontare le due K.C. Zane invece ha preso in ostaggio Ernie e Judy, che vengono salvati dall'intervento di Craig. K.C. viene riconosciuta dai suoi genitori e Bernice viene neutralizzata e arrestata. Mentre Brett scappa e Zane viene catturato, K.C. ringrazia prima i genitori e dopo Marissa per averla riconosciuta.
- Guest star: Ross Butler (Brett), François Chau (Zane), Rick Marcus (Agente)

## Una vacanza in appostamento
- Titolo: The Stakeout Takeout
- Diretto da: Jon Rosenbaum
- Scritto da: Darie Henry

### Trama
K.C. non vede l'ora di partire con l'amica Marissa in vacanza a Miami, ma suo padre le rovina i piani dicendo che l'Organizzazione le ha assegnato una missione. Durante l'appostamento in furgone K.C. viene a sapere che in realtà non era stata richiamata dall'Organizzazione ma solo da suo padre che non fidandosi delle capacità atletiche di Ernie ha preferito avere lei come spalla, fratello e sorella. Dopo aver tenuto il broncio, supereranno le loro divergenze per catturare il fuggitivo. Ernie in particolare farà tutto da solo stupendo la sorella per la sua capacità di cavarsela anche al di fuori del suo ruolo di "ragazzo del computer".
- Guest star: Brandon Loeser (Alexander Garrett), Chaz Ahern (Chad)

## Cani da guardia contro ficcanaso
- Titolo: The Neighborhood Watchdogs
- Diretto da: Jon Rosenbaum
- Scritto da: Darie Henry

### Trama
Nel quartiere di K.C. avviene un furto dai Goldfeder: la ragazza convince il padre a organizzare una ronda di quartiere unendo le forze di tutto il vicinato. Craig propone di installare delle semplici luci nei giardini di casa e collegarli tramite email alla polizia che interverrà in caso di necessità, ma K.C. non è della stessa opinione e decide di prendere in mano la situazione formando un gruppo di ronda tutto suo: i "cani da guardia". La strategia dei cani da guardia è quella di sorvegliare le case da vicino. Contro i cani da guardia intervengono "i ficcanaso", il gruppo formato da Craig, Ernie e un loro vicino, che verrà corrotto da Craig a rubare nella loro casa. Nel frattempo a scuola Judy è corteggiata da un suo compagno e fa di tutto per fargli capire che lei non è interessata, coinvolgendo Petey Goldfeder. A fine episodio compariranno i Pentatonix che si esibiranno con una canzone di Ariana Grande, Problem, chiamati da Judy al Froyo Loco per dire a Petey, nel frattempo innamoratosi di lei, che non prova niente per lui. 
- Guest star: Pentatonix (loro stessi), Lauren L. Lawson (Henchwoman 1), Fred Stoller (Herb), Alycen Malone (Ms. Fortunato), J. Anthony McCarthy (Poliziotto)

### Curiosità
- In questo episodio i Pentatonix cantano Problem di Ariana Grande

## Un'amica speciale
- Titolo: First Friend
- Diretto da: Jon Rosenbaum
- Scritto da: Darie Henry

### Trama
K.C. è in missione con Kira per trovare Eliza Montgomery, la figlia del Presidente, che entrerà in sintonia con K.C. K.C. dovrà scegliere se adempiere ai suoi doveri da spia o restare leale alla sua nuova amica.
- Guest star: James DiGiacomo (Petey Goldfeder), Mckaley Miller (Eliza Montgomery)

## Una missione difficile: Prima parte
- Titolo: Operation: Other Side, Part 1
- Diretto da: Jon Rosenbaum
- Scritto da: Eileen Conn

### Trama
L'Altro Lato è un'agenzia di spie nemiche, nemica per eccellenza dell'Organizzazione. Quest'ultima ha scoperto che l'Altro Lato sta reclutando nuove potenziali spie all'interno di un carcere femminile. K.C. e Kira dovranno infiltrarsi nel carcere: la prima finge di essere una nuova carcerata di nome Pupazzo mentre la seconda diventa una guardia. All'interno del carcere, K.C. (sotto le spoglie di Pupazzo) deve guadagnarsi il rispetto delle altre prigioniere per poi diventare la più temibile. In questo modo K.C. diventerà la prescelta per andare all'Altro Lato: così l'Organizzazione non dovrà preoccuparsi di nuovi agenti nemici. Ma il tutto diventa molto complicato e K.C. si rende conto che questa è una missione più difficile del solito. Infine K.C. viene scelta dall'Altro Lato, ma al contrario da come pensava deve continuare la missione: sotto le spoglie di Pupazzo, deve trasferirsi alla base dell'Altro Lato, questa volta senza l'aiuto di sua madre. Nel frattempo Judy deve sopportare il fastidioso vicino Petey Goldfeder e la visita di Marissa, chiamata da lei come babysitter per evitare guai dopo una minaccia di Petey.
- Guest star: Cocoa Brown (Big Ange), Vivian Lamolli (Scar), James DiGiacomo (Petey Goldfeder)

## Una missione difficile: Seconda parte
- Titolo: Operation: Other Side, Part 2
- Diretto da: Kimberly McCullough
- Scritto da: Rob Lotterstein

### Trama
Dopo essere riuscita a entrare sotto copertura dall'Altro Lato, K.C. si ritroverà faccia a faccia con il suo ex partner ed ex fidanzato Brett che lavora per l'Altro Lato come istruttore. Nonostante un primo momento di esitazione il ragazzo la coprirà nella sua missione in quanto ancora innamorato di lei. K.C. gli propone di ritornare all'Organizzazione ma lui declina l'invito coprendola nella sua fuga e promettendole di rincontrarsi in una nuova missione. Nel frattempo a casa Judy vuole un cane e Craig le prende un cane robot.
- Guest star: Ross Butler (Brett)

## K.C. e la donna scomparsa
- Titolo: K.C and the Vanishing Lady
- Diretto da: Rich Correll
- Scritto da: Cat Davis & Eddie Quintana

### Trama
I Cooper vanno in vacanza in un hotel in riva al mare per riposarsi dallo stress delle missioni. Tuttavia K.C. si caccia nei guai: dopo aver conosciuto la simpatica Signora Vandervoort nella hall dell'hotel, K.C. nota che il giorno dopo la Signora Vandervoort è scomparsa e nessuno sa parlarne. Perciò decide di indagare e scopre che i responsabili della scomparsa sono la figlia e il nipote della signora Vandervoort, Gabriel e Sarah Andrews, arrabbiati per non aver ricevuto il patrimonio nel testamento. K.C., aiutata dalla famiglia, si cimenterà in inseguimento in mongolfiera per salvare la Signora Vandervoort.
- Special Guest Star: Natalija Nogulich (Signora Vandervoort)
- Guest star: Jonathan Schmock (Lloyd), Erin Matthews (Sarah Andrews), Noah Crawford (Gabriel Andrews)

## Il ballo delle debuttanti
- Titolo: Debutante Baller
- Diretto da: Jonathan A. Rosenbaum
- Scritto da: Teri Schaffer & Raynelle Swilling

### Trama
Kira porta K.C. con l'inganno a un ballo delle debuttanti dicendo alla figlia che devono trovare un colpevole nel galà. Kira infatti vorrebbe continuare la tradizione di famiglia e che K.C. vincesse il premio come miglior debuttante. Durante il galà arriva persino Marissa e K.C. combina un guaio non sapendo della bugia della madre. Kira si vede costretta a rivelare tutto. Dopo un primo momento di arrabbiatura, K.C. capisce che il ballo era un evento importante per la madre. Così porta avanti la tradizione familiare e Kira, corrompendo il giudice, riesce a far vincere K.C., che porta l'abito ereditato dalla bisnonna.
- Guest star: Reign Edwards (Kitten), Telma Hopkins (Miss Holly)

## K.C. ragazzo macho
- Titolo: K.C.'s the Man
- Diretto da: Rosario J. Roveto, Jr.
- Scritto da: Teri Schaffer & Raynelle Swilling

### Trama
A seguito della scomparsa di uno studente in un'Accademia militare maschile, K.C. ed Ernie si infiltrano nell'accademia travestendosi da ragazzi membri dell'istituto. K.C. scopre che il ragazzo non è stato rapito bensì si è nascosto volontariamente nei locali caldaia della scuola per nascondersi da alcuni studenti bulli. Infatti, alcuni studenti si divertono a torturare il nuovo arrivato più imbranato e sembra che stavolta la scelta sia caduta proprio sul povero Ernie! Nel frattempo Kira e Craig, invece di avere del tempo romantico, vengono costretti da Judy a passare diversamente il tempo.
- Guest star: Barrett Carnahan (Spencer)

## Judy in fuga
- Titolo: Runaway Robot
- Diretto da: Joel Zwick
- Scritto da: Rob Lotterstein

### Trama
Prima parte
K.C. organizza una festa di compleanno per Judy, che però non è soddisfatta. La piccola non si sente normale come gli altri poiché non sa quali sono le sue origini. K.C., desiderando il riconoscimento di Judy (che ormai considera come una sorella minore), fa delle ricerche con Ernie e rintraccia la creatrice di Judy: un'ex-agente dell'Organizzazione, Symoné Deveraux (interpretata da Raven-Symoné). Quando era un'agente, Symoné aveva sempre preferito non partecipare alle missioni ma creare gadget sempre più innovativi e utili. Scoprendosi un'abile e brillante inventrice, Symoné aveva deciso di creare J.U.D.Y. (Giovane Unità Digitale in Incognito), ma fu obbligata a lasciare l'Organizzazione e nascondersi quando venne minacciata da Christos Markos, un criminale con l'intenzione di usare le capacità di Judy per scopi malvagi. K.C. ed Ernie rintracciano Symoné e scoprono che ha vissuto negli ultimi anni rinchiusa in casa, sparita completamente dalla circolazione. K.C. scopre che è molto impacciata e non ci va subito d'accordo. Alla fine riesce a convincerla a riunirsi con Judy. Quando accade però K.C. si rende conto di aver commesso uno sbaglio: Judy e Symoné sono troppo unite e adesso Judy passa tutto il tempo con lei invece che con K.C.
Le due sorelle hanno un diverbio, durante il quale Judy accusa K.C. di aver trovato Symoné solo per soddisfare il suo ego invece che per farle un favore. K.C. dice a Judy che non sono più sorelle. Questo convince la piccola robot a scappare e a rifugiarsi a casa di Symoné, che però pare intenta a voler creare un robot ancora più avanzato di Judy, un po' come per sostituirla. A questo punto Judy se ne va in strada, dove viene raggiunta da Christos Markos e i suoi scagnozzi. Markos, spiando Symoné, ha scoperto dove si trovava Judy: adesso vuole che lei si unisca alla sua causa malvagia e collabori con lui usando le sue abilità. Judy, capendo che Markos la ammira veramente, lo segue spontaneamente, mentre K.C. si accorge dell'assenza di Judy a casa Cooper e va a cercarla a casa di Symoné. Sia K.C. sia Symoné si rendono conto di aver urtato i sentimenti di Judy e, dopo aver scoperto che si trova con Markos, partono per andare a salvarla. Nel frattempo, Ernie comincia a costruire trappole da spia, con risultati disastrosi. Le sue trappole si ritorcono contro di lui e lo feriscono, così Kira lo costringe a rinunciare, soprattutto dopo che una delle sue trappole lancia in aria Petey Goldfeder, mentre Marissa diventa impiegata al Froyo Loco non facendo niente e per non essere licenziata ripetutamente cancella la memoria del capo Paul con lo spray di K.C.
Seconda parte
Judy viene portata da Markos in una base in Alaska. Lì la piccola si rende conto di aver fatto la scelta sbagliata ma prima di poter scappare viene spenta da Markos. K.C. e Symoné nel frattempo si travestono da inservienti per infilitrarsi in un ufficio di agenti nemici e scoprire dove si trova Judy. Symoné è molto nervosa in quanto non ha mai partecipato a una missione sul posto e rischia di rovinare tutto. Ma fortunatamente K.C. risolve tutto e scopre la posizione di Judy prima che gli agenti nemici le aggrediscano. In Alaska, Markos clona gli ingranaggi di Judy e crea delle nuove robot simili a lei ma non perfette. K.C. e Symoné, dopo aver perso la loro slitta, raggiungono la base a piedi facendo gioco di squadra. Markos si rende conto che non può creare un'altra Judy così immobilizza quella vera e cerca di distruggerla, ma il pronto intervento di K.C. e Symoné la salva. Symoné dimostra il suo coraggio mettendo K.O. gli agenti di Markos, mentre quest'ultimo viene preso da K.C. Judy e K.C. fanno pace e si rinconciliano come sorelle mentre Symoné rientra nell'Organizzazione, stavolta come vera agente, promettendo di rimanere in contatto con K.C. e Judy, in cui ha trovato delle nuove amiche. Mentre Ernie chatta con una ragazza sul suo videogioco preferito; dopo aver scoperto che la ragazza è Marissa, concorda con lei di non dire a niente a K.C. della situazione per non renderla ancora più imbarazzante. Ovviamente i due non escono insieme. Infine Judy è felice di festeggiare il suo compleanno per ricordare le sue origini ma anche per celebrare la sua nuova vita con i Cooper.
- Guest star: Raven-Symoné (Symoné Deveraux), Chris Ellis (Christos Markos), James DiGiacomo (Petey Goldfeder), Mike Lane (Paul).
- Questo episodio speciale è della durata di un'ora.

## La sera di Halloween
- Titolo: All Howls Eve
- Diretto da: Jonathan A. Rosenbaum
- Scritto da: Dava Savel

### Trama
K.C. e Marissa organizzano una festa di Halloween e K.C. perde il suo braccialetto da spia. Intanto Ernie e Judy vanno in missione a New York, dove vivono Emma e Zuri Ross della serie (Jessie), e un siero contenente DNA di lupo finisce addosso a Ernie, mentre K.C ricatta Petey per aver rubato le caramelle.  
- Guest stars: James Digiacomo (Petey Goldfeder), Rick Hall (Agente Johnson), Chris O'Neal (River), Skai Jackson (Zuri Ross), Peyton Roi List (Emma Ross)

## Fratelli in disaccordo
- Titolo: The Get Along Vault
- Diretto da:
- Scritto da:

### Trama
K.C. ed Ernie devono bloccare un ladro in un caveau sorvegliato da delle videocamere. Mentre litigano, non si accorgono che il ladro li ha ingannati con un filmato delle videocamere falso. Così, quando vanno a controllare dove si trovi, rimangono intrappolati nel caveau senza via d'uscita, con l'ossigeno in procinto di finire. Judy si scarica e i due fratelli cominciano a litigare. Nel frattempo Craig e Kira interrompono la loro cena per correre a salvare i figli, mentre K.C. ed Ernie pensano che il tutto sia uno scherzo dei genitori al fine di farli collaborare. Infine K.C. ed Ernie scoprono insieme il codice con cui aprire la porta del caveau e capiscono che insieme sono più forti e che nonostante litighino si vogliono bene.

## Il regalo di Natale di K.C.

### Trama
K.C. spiega a Judy, che festeggia il primo Natale con loro, che è eccezionale a fare regali. Ma in realtà invita il nonno Earl dai Cooper. Craig non lo sopporta perché, essendo un medico, crede che il lavoro da commercialisti sia stupido. Mentre Judy crede che il giudaismo derivi dal suo nome, dopo un'affermazione di Marissa, K.C. e Craig devono salvare Ernie e Kira da dei criminali, facendo però scoprire il loro segreto al nonno ed eliminandogli la memoria. Durante lo scarto dei regali, tra i Cooper, il nonno e Marissa, Ernie riceve delle cuffiette, il Nonno Earl ritenta di dare un regalo a Judy e K.C. regala al padre una cornice con una foto di lui e il nonno.

## K.C. e Brett: capitolo finale - parte 1
K.C., in procinto di andare in campeggio con un amico per cui ha una cotta ricambiata, riceve la visita di Brett, intenzionato a ucciderla per ordine dell'Altro Lato. Ma tra i due riscocca la scintilla e K.C. decide di far vivere temporaneamente Brett nell'armadio. Intanto la mamma di Kira arriva dai Cooper perché il marito deve uscire fuori città per una missione e racconta a Ernie e Judy delle sue missioni passate.

## K.C. e Brett: capitolo finale - parte 2
K.C. e Brett credono che Ursula Timmcoy, la spia nemica e fidanzata di Brett sia morta. Ma quando si ripresenta al Froyo Loco, i due scappano con Ernie e Marissa allo chalet di quest'ultima, al confine col Canada. Così Ernie scopre che Marissa sa del loro segreto e che inoltre lei ha sbagliato chalet. Mentre K.C. e Brett si confessano i reciproci sentimenti, l'ex-fidanzata di Brett attacca ed Ernie salva Marissa facendo l'eroe. Dopo un lungo combattimento, che porterà alla fuga della nemica, Brett se ne va in Canada lasciando una triste K.C., che ore più tardi, insieme alla sua famiglia, verrà licenziata dall'Organizzazione per aver aiutato Brett e confiscato il braccialetto da spia da Beverly, capo dell'Organizzazione. Inoltre Judy viene assegnata a un'altra famiglia di spie.
Nota: Quando Kira dà a K.C. i documenti con nomi falsi in caso di fuga, il nome di K.C sarebbe Rocky Blue, personaggio interpretato dalla stessa Zendaya nella serie A tutto ritmo.